# Rorippa backeri
Rorippa backeri là một loài thực vật có hoa trong họ Cải. Loài này được (O.E. Schulz) Jonsell miêu tả khoa học đầu tiên năm 1979.